# 側頭筋
側頭筋（そくとうきん、英語: temporalis muscle）は、筋肉の一種で骨格筋（随意筋）である。咀嚼筋の一つである。
人間においては、起始が側頭鱗および側頭筋膜深葉内面であり、側頭窓を通り、停止が下顎骨筋突起である。また、第V脳神経である三叉神経の第三枝である下顎神経の枝のひとつである深側頭神経に支配されている。この筋肉が収縮することで下顎骨が上に上がり、咬むことができるほか、下顎骨を後方に移動させることができる。

## 画像

側頭筋の位置